# Costa di Luitpold
La costa di Luitpold (centrata alle coordinate 77°00′S 33°00′W), conosciuta anche come costa di Confín, è una parte della costa della Terra di Coats, in Antartide. In particolare, la costa di Luitpold si estende tra il ghiacciaio Hayes (76°16′S 27°54′W), a est, e il meridiano 36°W, considerato il limite orientale della piattaforma di ghiaccio Filchner-Ronne, a ovest, e confina quindi a est con la costa di Caird e a ovest con la costa della Terra di Edith Ronne.

## Storia

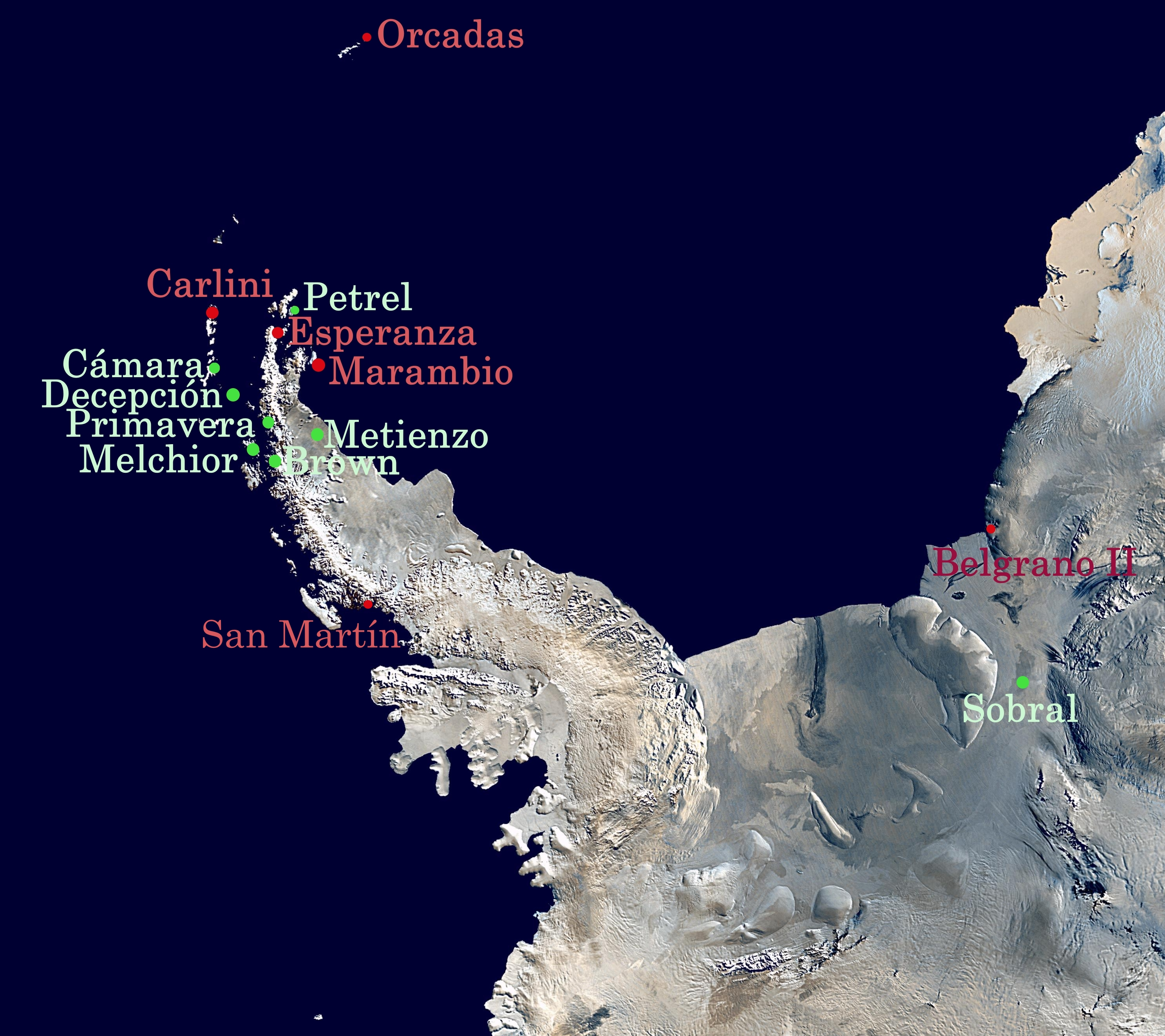
Posizione della base di ricerca Belgrano II, sulla costa di Luitpold.

La costa di Luitpold fu scoperta da Wilhelm Filchner, comandante della Seconda spedizione tedesca in Antartide (1911-12), nel gennaio 1912 e fu da questi battezzata con il suo attuale nome in onore di Luitpold Wittelsbach, principe reggente di Baviera.
Nel 1956 l'Argentina, che rivendica il possesso di questa costa come facente parte del Dipartimento dell'Antartide Argentina, costruì la stazione di ricerca Belgrano I sopra la piattaforma di ghiaccio Filchner-Ronne, davanti alla Terra di Edith Ronne, alle coordinate 77°47′S 38°15′W. La stazione dovette però essere abbandonata a causa della fessurazione della piattaforma glaciale e così, il 5 febbraio 1979, sempre l'Argentina inaugurò la stazione di ricerca permanente Belgrano II nelle vicinanze del nunatak Bertrab, sulla baia di Vahsel, alle coordinate 77°52′26″S 34°37′35″W, quindi all'interno dei confini della costa di Luitpold. 